# Alte Spreemündung
Alte Spreemündung este o arie protejată (arie specială de conservare — SAC, sit de importanță comunitară — SCI) din Germania întinsă pe o suprafață de 108,06 ha, integral pe uscat.

## Localizare
Centrul sitului Alte Spreemündung este situat la coordonatele 52°04′33″N 14°11′48″E / 52.0758°N 14.1967°E.

## Înființare
Situl Alte Spreemündung a fost declarat sit de importanță comunitară în februarie 1999 pentru a proteja 2 specii de animale. Situl a fost protejat și ca arie specială de conservare în mai 1990.

## Biodiversitate
Situată în ecoregiunea continentală, aria protejată conține 5 habitate naturale: Lacuri eutrofice naturale cu vegetație de tip Magnopotamion sau Hydrocharition, Cursuri de apă de la nivel de câmpie la nivel montan, cu vegetație Ranunculion fluitantis și Callitricho-Batrachion, Liziere de ierburi înalte hidrofile de câmpie și de nivel montan până la alpin, Pajiști aluvionare inundabile, de Cnidion dubii, Păduri aluvionare cu Alnus glutinosa și Fraxinus excelsior (Alno-Padion, Alnion incanae, Salicion albae).
La baza desemnării sitului se află mai multe specii protejate de  mamifere (2): castor (Castor fiber), vidră de râu (Lutra lutra).
Pe lângă speciile protejate, pe teritoriul sitului au mai fost identificate 10 specii de plante.